# جيم براندت
جيم براندت (بالإنجليزية: Jim Brandt)‏ هو لاعب كرة قدم أمريكية أمريكي، ولد في 19 مايو 1929 في فارغو في الولايات المتحدة.

## وصلات خارجية
- جيم براندت على موقع مرجع كرة القدم المحترفة.كوم (الإنجليزية)
- جيم براندت على موقع JustSportsStats.com (الإنجليزية)